# Autódromo Hermanos Rodríguez

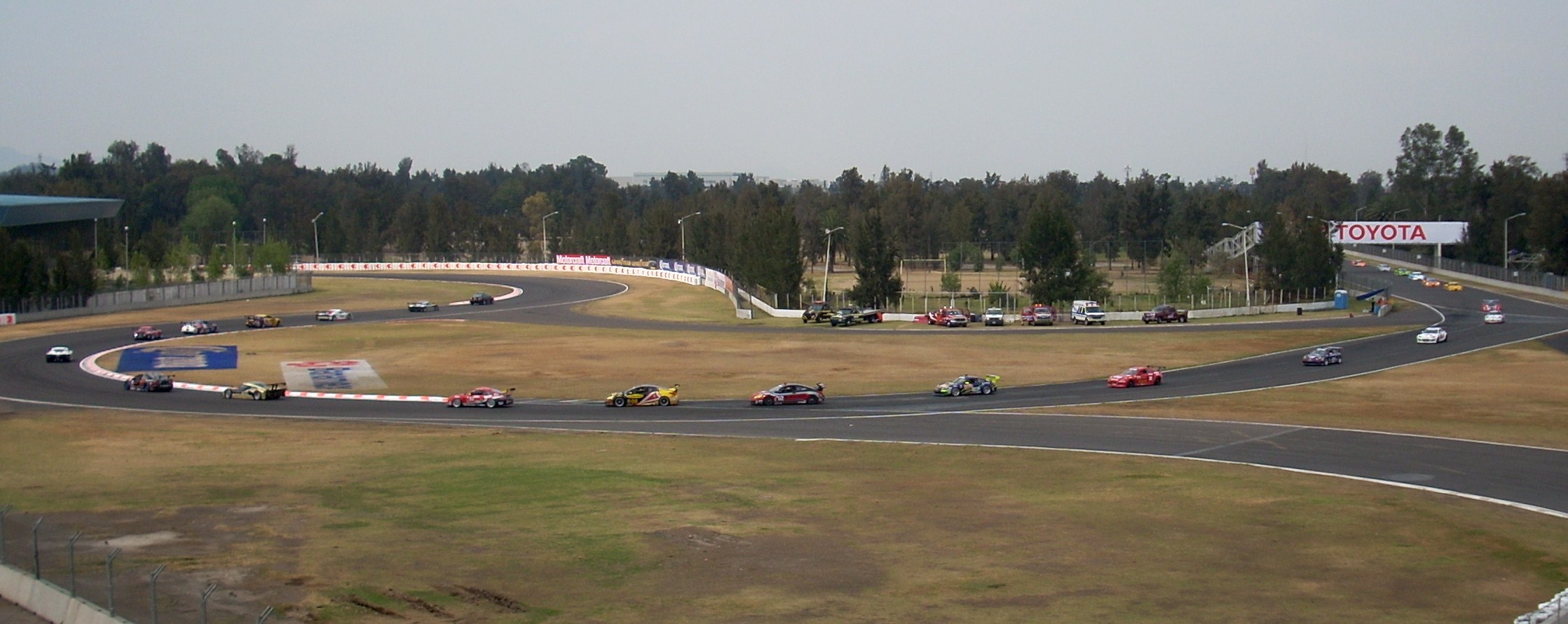
NASCAR race in 2008

Het Autódromo Hermanos Rodríguez is een racecircuit gelegen in Mexico-Stad. Het circuit werd genoemd naar de Mexicaanse broers en Formule 1-coureurs Ricardo en Pedro Rodríguez.
Het Magdalena Mixhuca-circuit, zoals het oorspronkelijk genoemd was, was een kleine 5 km lang en ligt in een stedelijk sportpark, gebouwd op een drooggevallen meerbodem in Mexico-Stad. In de begintijd waren er steeds problemen met het publiek en met het erg hobbelige wegdek. Een ander probleem was de hoogte, het parcours ligt 2286 meter boven de zeespiegel en dat kost veel motorvermogen. De thuisrijder Ricardo Rodríguez verongelukte er in 1962 tijdens de kwalificaties voor de Formule 1 Grand Prix van dat jaar. In 1970 raakte Mexico de Grand Prix kwijt.
De Formule 1 kwam zestien jaar later terug en het circuit was herdoopt in het Circuito Hermanos Ricardo y Pedro Rodriguez, Het was opgeknapt en nog 4,438 km lang. Ditmaal hield het parcours het zeven jaar, tot 1992 vol. Vanaf 2015 staat het circuit opnieuw op de Formule 1-kalender.
In 1980 en 1981 werd er op het circuit een Champ Car race gehouden. Beide races werden gewonnen door Rick Mears. Eenentwintig jaar later werd er weer gereden op het circuit door de Champ Car-coureurs. Van 2002 stond het circuit op de Champ Car kalender tot in 2007, toen het kampioenschap ophield de bestaan.
Van 2005 tot 2008 werden er races gehouden uit de NASCAR Nationwide Series. Het A1GP kampioenschap was te gast op het circuit tijdens de kampioenschappen van 2006-2007 en 2007-2008.
Sinds 2016 vinden er ook races plaats van de Formule E en het FIA World Endurance Championship.

## Winnaars
Winnaars op het circuit voor een race uit de Formule 1-kalender.
| Jaar | Rijder           |
| ---- | ---------------- |
| 1963 | Jim Clark        |
| 1964 | Dan Gurney       |
| 1965 | Richie Ginther   |
| 1966 | John Surtees     |
| 1967 | Jim Clark        |
| 1968 | Graham Hill      |
| 1969 | Denny Hulme      |
| 1970 | Jacky Ickx       |
| 1986 | Gerhard Berger   |
| 1987 | Nigel Mansell    |
| 1988 | Alain Prost      |
| 1989 | Ayrton Senna     |
| 1990 | Alain Prost      |
| 1991 | Riccardo Patrese |
| 1992 | Nigel Mansell    |
| 2015 | Nico Rosberg     |
| 2016 | Lewis Hamilton   |
| 2017 | Max Verstappen   |
| 2018 | Max Verstappen   |
| 2019 | Lewis Hamilton   |
| 2021 | Max Verstappen   |
| 2022 | Max Verstappen   |
| 2023 | Max Verstappen   |

Winnaars op het circuit voor een race uit de Champ Car kalender.
| Jaar | Rijder             |
| ---- | ------------------ |
| 1980 | Rick Mears         |
| 1981 | Rick Mears         |
| 2002 | Kenny Bräck        |
| 2003 | Paul Tracy         |
| 2004 | Sébastien Bourdais |
| 2005 | Justin Wilson      |
| 2006 | Sébastien Bourdais |
| 2007 | Sébastien Bourdais |

Winnaars op het circuit voor een race uit de Formule E kalender.
| Jaar | Rijder            |
| ---- | ----------------- |
| 2016 | Jérôme d'Ambrosio |
| 2017 | Lucas di Grassi   |
| 2018 | Daniel Abt        |
| 2019 | Lucas di Grassi   |
| 2020 | Mitch Evans       |
| 2022 | Pascal Wehrlein   |